# Кишеня Генрі

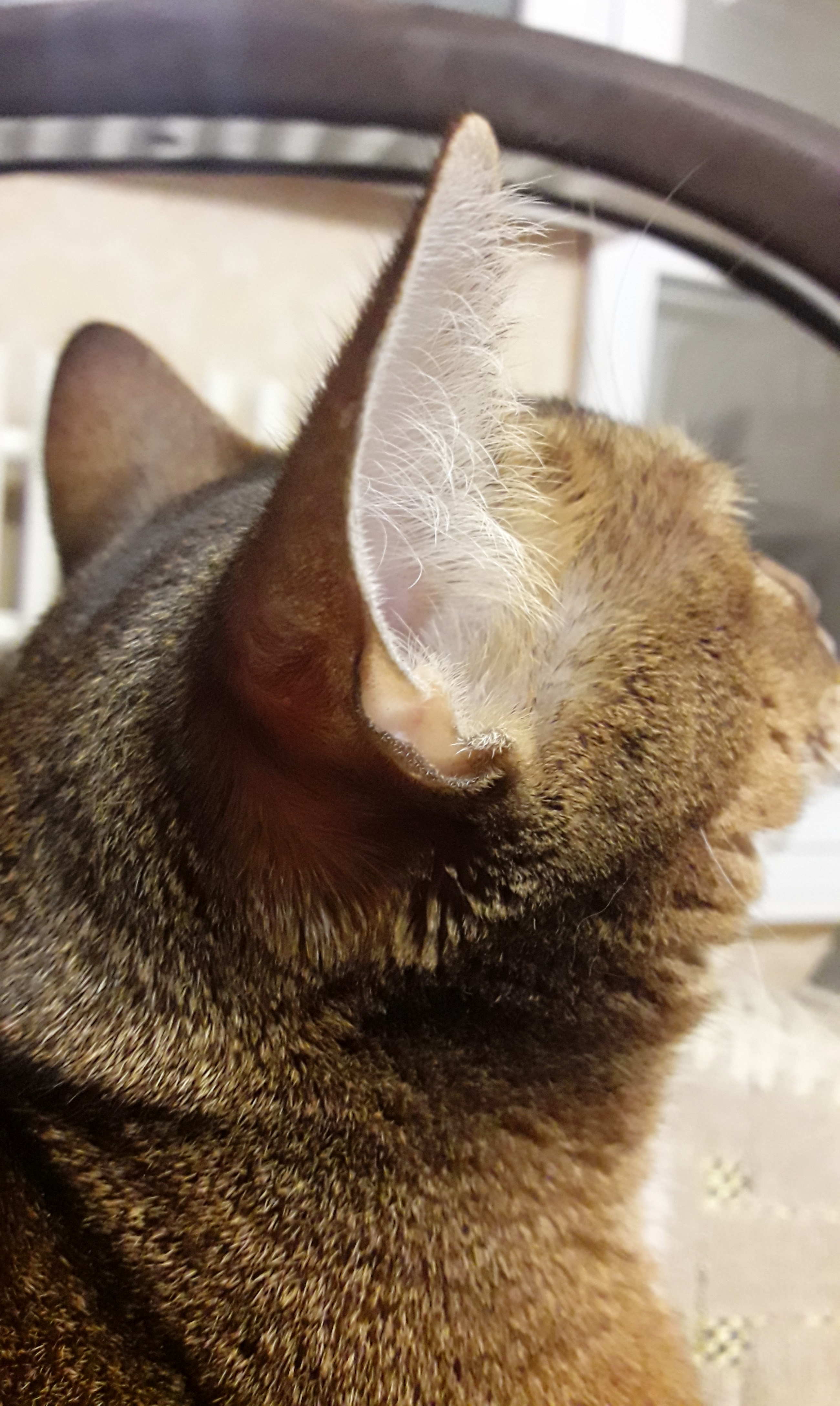
Кишеня Генрі (у центрі) у абіссинської кішки

В анатомії тварин кишеня Генрі, більш формально відома як шкірний маргінальний мішок, є складкою шкіри, що утворює відкритий мішечок в нижній задній частині зовнішнього вуха.  Кишеня розташована приблизно у місці антитрагуса (області зовнішнього хряща) у людському вусі. Така складка шкіри зустрічається у ряду видів, включаючи ласки та кажанів, але особливо вона помітна у домашніх кішок, а також у деяких порід собак.
Призначення цієї кишені науково невідоме  і поки що не доведено, чи вона взагалі виконує якісь функції. Однак одна з гіпотез полягає в тому, що вона допомагає виявляти високі звуки шляхом ослаблення низьких частот, особливо коли вухо нахилене під кутом, що є звичайним для хижаків при полюванні. Оскільки кишеня зустрічається у різних видів ссавців, вона, ймовірно, є консервативною ознакою їхнього загального предка.
У кишені зазвичай збираються паразити, то ж її слід перевіряти під час ветеринарного огляду.